# یواس‌اس سیج (ای‌ام-۱۱۱)
یواس‌اس سیج (ای‌ام-۱۱۱) (به انگلیسی: USS Sage (AM-111)) یک کشتی است که طول آن ۲۲۱ فوت ۳ اینچ (۶۷٫۴۴ متر) می‌باشد. این کشتی در سال ۱۹۴۲ ساخته شد.